# Драгалев, Георгий Георгиевич
Георгий Георгиевич Драгалев (1913—2006) — комбайнёр, Герой Социалистического Труда (1957).

## Биография
Георгий Драгалев родился 24 августа 1913 года в селе Мартыновка (ныне — Большая Мартыновка Мартыновского района Ростовской области). С 1930 года вместе с семьёй жил в посёлке Конный завод имени Первой Конной Армии (ныне — Зерноградский район Ростовской области), работал скотником. После окончания курсов трактористов работал слесарем. В 1942 году участвовал в эвакуации оборудования завода в Дагестанскую АССР, а год спустя возвращал его обратно.
С 1943 года Драгалев работал комбайнёром на заводе. Более двадцати лет являлся одним из самых лучших комбайнёров в Зерноградском районе. В 1956 году поставил рекорд, намолотив за жатву более 10000 центнеров.
Указом Президиума Верховного Совета СССР от 11 января 1957 года за «успехи по освоению целинных и залежных земель, проведению уборки урожая и хлебозаготовок, широкое внедрение прогрессивного метода раздельной уборки зерновых в 1956 году» Георгий Драгалев был удостоен высокого звания Героя Социалистического Труда с вручением ордена Ленина и медали «Серп и Молот».
Проживал в посёлке Чернышовка Зерноградского района, умер в 2006 году.
Был также награждён рядом медалей.